# 桃園市復旦高級中等學校

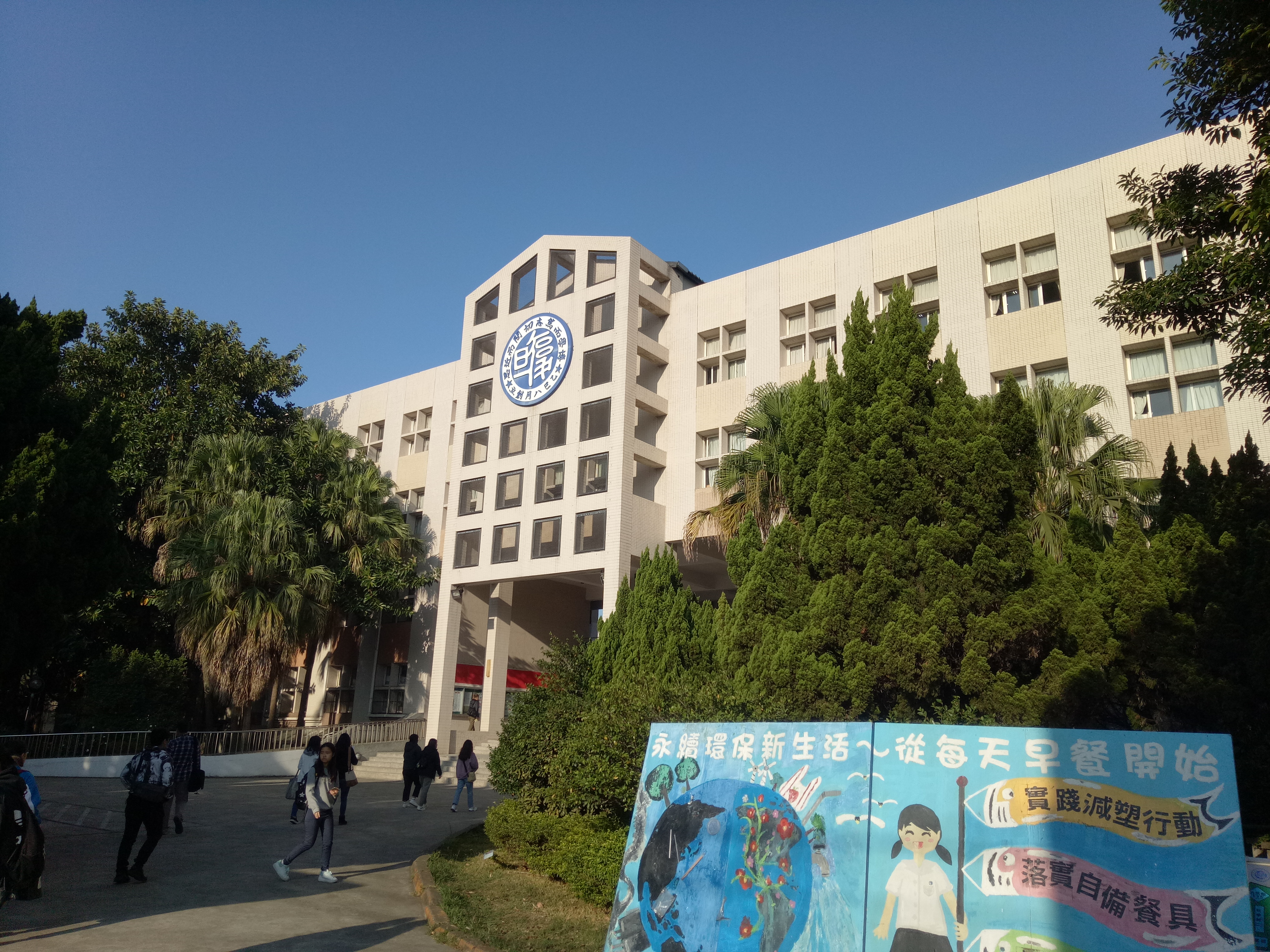
復旦高中校園

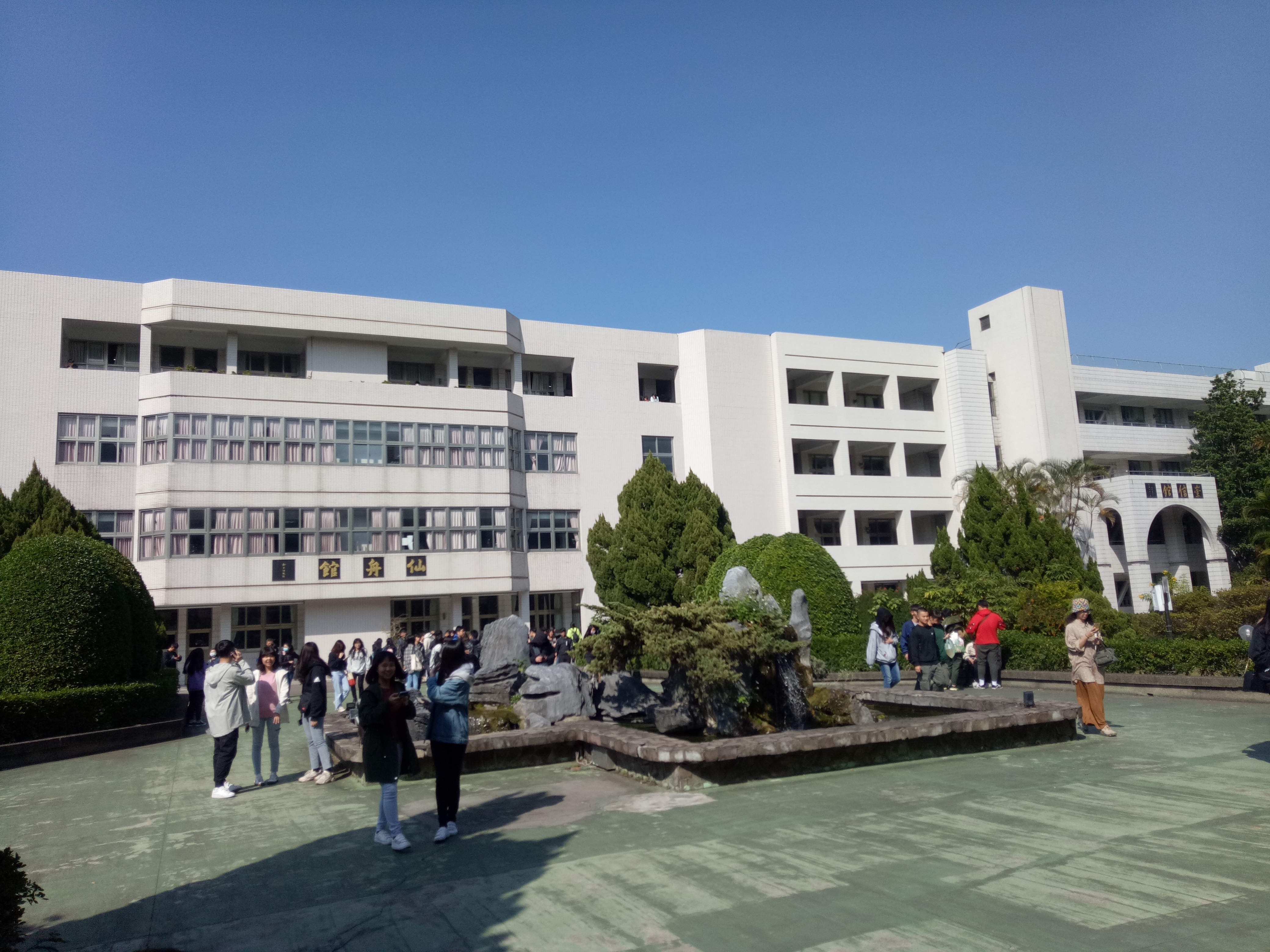
復旦高中仙舟館(左)、崇信館(右)

桃園市復旦高級中等學校（英語：Fudan Senior High School，FDHS），常簡稱復旦高中或復旦中學，是位於臺灣平鎮的一所私立完全中學，創立於1958年，為復旦大學在台校友在台灣創立，董事會由復旦大學校友所組成。

## 沿革
- 1958年：私立復旦中學成立；高中部與初中部設立。
- 1968年：適逢政府實施九年國民教育，更名為台灣省桃園縣私立復旦高級中學，同年初中部改制為國中部。
- 1971年：附設補習學校設立。
- 1979年：電工科及服裝縫製科設立。
- 1980年：附設補習學校增設電工科及服裝縫製科。
- 1983年：電工科停止招生，幼兒保育科設立，服裝縫製科更名為服裝科。
- 1996年：附設補習學校更名為附設進修學校，並增設美容科、資料處理科。
- 2001年：服裝科停止招生。
- 2002年：附設進修學校停止招生。
- 2007年：附設進修學校恢復招生普通科。
- 2010年：附設進修學校再次停止招生，高中部新生增至10班。
- 2012年10月：更名為復旦學校財團法人桃園縣私立復旦高級中學。
- 2014年：學制轉型為純完全中學，幼兒保育科停止招生，高中部新生增至12班。
- 2016年：更名為復旦學校財團法人桃園市復旦高級中學。

## 歷任校長
| 姓名     | 性別 | 任職期間              |
| -------- | ---- | --------------------- |
| 溫崇信   | 男   | 1958年8月至1963年7月  |
| 趙增義   | 男   | 1963年8月至1968年12月 |
| 居勃     | 男   | 1968年12月至1978年8月 |
| 李秉文   | 男   | 1978年8月至1987年7月  |
| 王蕪先   | 男   | 1987年8月至1997年7月  |
| 鄧秀鳳   | 女   | 1997年8月至1998年1月  |
| 曹謝明姿 | 女   | 1998年2月至2005年1月  |
| 段台民   | 男   | 2005年2月2025年1月    |
| 陳建佑   | 男   | 2025年2月至今         |

## 外部連結
- （繁體中文）私立復旦中學<台灣> （页面存档备份，存于）
- （繁體中文）復旦大學附屬中學<上海> （页面存档备份，存于）
- （繁體中文）復旦大學附屬第二中學<上海>
- （繁體中文）上海市復旦中學[]
- （繁體中文）重慶市復旦中學
- （繁體中文）復旦台灣校友會 （页面存档备份，存于）